# Miklavčič
Miklavčič je 114. najbolj pogost priimek v Sloveniji, ki ga je po podatkih Statističnega urada Republike Slovenije na dan 31. decembra 2007 uporabljalo 1.238 oseb, na dan 1. januarja 2010 pa 1.232 oseb in je med vsemi priimki po pogostosti uporabe zavzel 113. mesto

## Znani nosilci priimka
- Albin Miklavčič (1910-?), redovnik, misijonar
- Anica Miklavčič (1914-?), redovnica, misijonarka (Kitajska...)
- Anka Vidovič Miklavčič (*1936), zgodovinarka in bibliografka
- Borut Miklavčič (*1944), politik in menedžer
- Dalibor Miklavčič (*1971), orglavec, pedalni čembalist
- Damijan Miklavčič (*1963), elektrotehnik, univ. prof., ambasador znanosti RS
- David Miklavčič (*1983), rokometaš
- Emil Miklavčič, pesnik
- Franc Miklavčič (1921-2008), pravnik, odvetnik, politični zapornik
- Inga Miklavčič Brezigar, etnologinja, muzeologinja
- Ivan Miklavčič (+1714), eden voditeljev tolminskega kmečkega upora leta 1713
- Ivan Miklavčič, ladjar iz Trsta
- Janja Miklavčič (1863-1952), šolnica, publicistka
- Jonas Miklavčič (*1991), filozof in teolog
- Jožef Miklavčič, ladjar iz Trsta
- Jožica Miklavčič (1921-1977), kulturna delavka v Beneški Sloveniji
- Julijan Miklavčič, slikar, oblikovalec
- Jurij Miklavčič (1756-1829), duhovnik, latinist in slovenist, pesnik
- Magda Miklavčič Pintarič, umetnostna zgodovinarka
- Maks Miklavčič (1900-1971), cerkveni zgodovinar, arhivar
- Marjan Miklavčič, obveščevalec (nekdanji direktor OVS ministrstva za obrambo in nekdanji direktor varnostnega menedžmenta v pravosodju)
- Milan Miklavčič (1920-1990), psihiater
- Milan Miklavčič, matematik
- Milena Miklavčič (*1952), novinarka, pisateljica in publicistka
- Milena Bučar Miklavčič (*1957), strokovnjakinja za oljkarstvo
- Neva Miklavčič Predan, odvetnica, Helsinški monitor
- Olga Miklavčič, učiteljica
- Nina Miklavčič, fizičarka
- Rado Miklavčič, fotograf
- Robert Miklavčič, jamar
- Tomaž Miklavčič, državni tožilec, diplomat itd.
- Viktor Miklavčič, pisatelj (publicist)